# Joe Kubert
Joe Kubert (Jezierzany, 18 settembre 1926 – Morristown, 12 agosto 2012) è stato un fumettista e insegnante statunitense, fondatore dell'omonima scuola di fumetto.
Nella sua carriera ha lavorato per i maggiori editori e sui più importanti personaggi del mondo del fumetto.

## Biografia
Nato a Jezierzany da una coppia di immigrati ebrei polacchi, Kubert inizia molto presto a lavorare nel mondo dei fumetti: già a dodici anni collabora come apprendista per la Harry A Chesler, piccolo editore americano, guadagnando cinque dollari a pagina. Tra i suoi modelli ci sono Alex Raymond, il creatore di Flash Gordon, Hal Foster, uno degli autori che ha portato Tarzan nel mondo delle nuvolette, e Milton Caniff, l'apprezzato autore di Terry e i Pirati. E seguendo i suoi idoli, anche Joe inizia a vedere le sue opere pubblicate, iniziando nel 1942 con Volton pubblicato sulla rivista Cat-Man Comics della casa editrice Holyoke.  Tra le sue letture giovanili, comunque, vanno segnalati anche Prince Valiant, Jungle Jim, l'Uomo Mascherato, Dick Tracy e molti altri.
Questo è solo l'inizio di una brillante carriera che lo porterà a collaborare soprattutto con la DC Comics, ma anche con la sua diretta concorrente, la Marvel Comics.
Alla DC inizia un'importante collaborazione con lo sceneggiatore Gardner Fox, creatore di molti personaggi della Golden Age e, soprattutto, autore del rilancio di molti di questi personaggi durante la Silver Age. Tra i personaggi che realizza vi sono Hawkman, Batman, Superman, Flash, Zatara, affiancati ai racconti di guerra di Enemy Ace, Sgt.Rock, Johnny Cloud, il Soldato Fantasma, senza dimenticare il suo fondamentale apporto alle serie dedicate a Tarzan e al Punitore (quest'ultima per la Marvel). Altro grande personaggio che ha segnato la sua carriera è Tor, protagonista di un fantasy-preistorico di buon successo alla fine degli anni sessanta.
Vanta, tra gli altri, un importante primato: è il principale ideatore nella creazione del primo comic book in tre-D (1952, Mighty Mouse). È stato anche supervisore alla DC Comics per ben venticinque anni, oltre ad aver realizzato le strisce di Winnie Winkle per il Chicago Tribune e di Big Ben Bolt per la King Features.
Nel 1976, insieme alla moglie Muriel, fonda la Joe Kubert School per avviare all'arte del fumetto i giovani artisti che vogliono accostarsi a questo medium: a tutt'oggi è l'unica scuola del settore ufficialmente riconosciuta negli USA. Molti sono i cartoonist che ha "laureato", tra cui anche i suoi stessi figli, Adam ed Andy. Infine nel 1998 inaugura una serie di corsi per corrispondenza, noti come Joe Kubert's World of Cartooning.
Muore il 12 agosto 2012.

## Fax from Sarajevo e Tex
Tra i suoi altri lavori si ricorda il graphic novel Abraham Stone e Fax from Sarajevo, del 1996, basato sulla storia vera di Ervin Rustemagić.
Ervin, amico di Joe, era in Bosnia all'inizio degli anni novanta e proprio all'inizio del conflitto si ritrovò, con la famiglia, intrappolato in un paese martoriato dall'odio e dalla guerra. La sua situazione durò dal 1992 fino al 1994, quando finalmente riuscì a fuggire dal paese: durante tutto quel periodo, mentre la sua città, Sarajevo, veniva inesorabilmente distrutta dalle bombe, l'unico modo che Ervin aveva di contattare l'esterno era tramite un fax. Con questo semplice strumento si metteva periodicamente in contatto con Kubert, che, una volta in salvo l'amico, decise di raccontare l'orrore della guerra utilizzando proprio quei fax e il racconto diretto dell'amico.
Nell'ottobre del 1998, poi, fa il suo esordio il Joe Kubert's World of Cartooning, che produce una serie di corsi di fumetto per corrispondenza. Nel 1999, poi, esce per la Watson-Guptil il libro Superheroes: Joe Kubert's Wonderful World of Comics, un libro per avviare la creazione di personaggi efficaci per gli albi a fumetti.
Infine, nel luglio 2001, esce, in Italia per la Sergio Bonelli Editore, Il cavaliere solitario, storia di oltre 220 tavole comparsa sul Texone di quell'anno su testi di Claudio Nizzi, originariamente pensata per essere pubblicata anche sul mercato americano (la prima parte è stata effettivamente pubblicata dalla Dark Horse Comics).
La storia, infatti, per la quale Kubert impiegò sette anni di lavoro, vede non solo un Tex che agisce in solitario, ma soprattutto una ben precisa suddivisione in sezioni di circa 45 pagine l'uno, consentendo una migliore trasposizione nel formato statunitense.
Nel 2003 (nel 2005 la pubblicazione italiana) viene data alle stampe Yossel, il suo ultimo graphic novel, nel quale indaga sugli orrori della seconda guerra mondiale, centrando l'attenzione sulla rivolta di Varsavia del 1943. Il progetto, molto particolare, nasce dai racconti e dalle lettere che gli amici ed i parenti dei Kubert raccontavano alla famiglia, emigrata negli USA nel 1926.

## Premi e mostre
Kubert, nella sua carriera, ha ricevuto numerosi premi e riconoscimenti, oltre ad essere stato l'ospite principale di mostre e convention in tutto il mondo.
Questi i premi ricevuti: nel 1970 alla Comic Arts Convention, nel 1972 alla Creation Convention, nel 1974 e nel 1980 dalla National Cartoonist Society il premio come miglior autore di comic book, nel 1977 l'Inkpot Awards alla prestigiosa convention di San Diego. Il 1997, poi, è stato un anno particolarmente ricco: l'Hall of Fame dalla Big Five Collectors Society, quindi il Bob Clampett Humanitarian Award e un riconoscimento per la sua scuola a Lucca Comics. Quindi viene premiato agli United Kingdom Art Award, agli Eisner Award, agli Harvey Award e ai Kirby Award. Gli ultimi premi sono del 1998: Will Eisner Hall of Fame Award, Ignatz Award alla convention di Orlando (Florida), Alph-Art per il miglior fumetto straniero al Festival d'Angoulême.
È stato poi ospite alle convention e mostre organizzate a San Diego, Chicago, San Francisco/Oakland, Detroit, Atlanta, Dallas, New York, Lucca, Angoulême, Barcellona, Gijón, Londra, Cordova, San Paolo, Erlangen, Rio de Janeiro, Toronto.
È stato inoltre consigliere dell'International Museum of Cartoon Art, membro del New York Press Club e della Society of Illustrators. È stato anche consigliere della Valley National Bank e vicepresidente della National Cartoonist Society.